# Апостольский викариат Вьентьяна
Апостольский викариат Вьентьяна (лат. Apostolicus Vicariatus Vientianensis) — территориально-административная единица Римско-Католической Церкви, приравненная к епархии, с центром в городе Вьентьян, Лаос. Апостольский викариат занимает провинции Лаоса Сиангкхуанг, Хуапхан, Вьентьян и большую часть провинции Борикхамсай.

## История
14 июня 1938 года Римский папа Пий XI издал буллу «Ad regnum Dei», которой учредил апостольскую префектуру Вьентьяна и Лаунг-Прабанга, выделив её из апостольского викариата Лаоса (сегодня — Архиепархия Тхари и Нонсенга).
13 марта 1952 года Римский папа Пий XII издал буллу «Est in Sanctae Sedis», которой преобразовал апостольскую префектуру Вьентьяна и Луанг-Прабанга в апостольский викариата Вьентьяна.
1 марта 1963 года апостольский викариат Вьентьяна передал часть своей территории для образования нового апостольского викариата Луангпрабанга.

## Ординарии
- епископ Giovanni Enrico Mazoyer (17.06.1938 — 1952);
- епископ Etienne-Auguste-Germain Loosdregt (13.03.1952 — 1975);
- епископ Thomas Nantha (22.05.1975 — 4.04.1984);
- епископ Jean Khamsé Vithavong (7.04.1984 — 2.02.2017, в отставке);
  - апостольский администратор — кардинал Луи-Мари Линг Мангкханекхоун (2.02.2017 — 16.12.2017);
- кардинал Луи-Мари Линг Мангкханекхоун (16.12.2017 — 23.12.2024, в отставке);
- епископ Энтони Адун Хонгсафонг (23.12.2024 — по настоящее время).

## Источник
- Annuario Pontificio, Libreria Editrice Vaticana, Città del Vaticano, 2003, ISBN 88-209-7422-3
- Булла Est in Sanctae Sedis  (лат.)